# Brigade oldenbourgeoise-hanséatique
La brigade oldenbourgeoise-hanséatique est une grande unité de l'armée de la Confédération germanique. Il se compose de contingents du Grand-duché d'Oldenbourg et des villes libres de Brême, Hambourg et Lübeck.

## Création

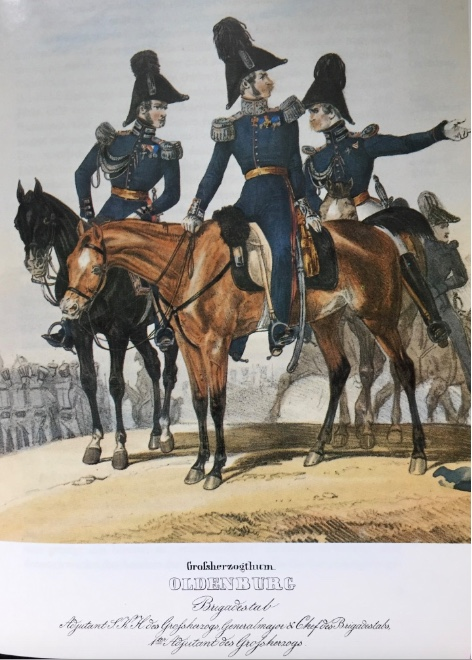
Grand-duché d'Oldenbourg - État-major de la brigade (brigade hanséatique)

La Constitution fédérale de guerre de 1820/21 prévoit que l'armée fédérale se composera de contingents des 35 États membres. Le nombre de troupes est basé sur la population de l'État membre et s'élève à un pour cent pour le contingent principal et à un tiers pour les troupes de réserve. Le rapport entre les armes est également fixé, mais chaque État membre peut le contourner en remplaçant par exemple un cavalier coûteux par plusieurs fantassins. Selon la structure en vigueur à partir de 1821, les États d'Oldenbourg, Hanovre, Brunswick, Holstein-Lauenbourg, Mecklembourg-Schwerin, Mecklembourg-Strelitz et les villes impériales libres de Hambourg, Brême et Lübeck forment avec leurs contingents le 10e corps d'armée de l'armée fédérale. Le contingent d'Oldenbourg forme la demi-brigade d'Oldenbourg composée de l'artillerie d'Oldenbourg fondée en 1820 avec un total de 15 canons en 1821 - dont huit modernes de 6 livres (→ origine de l'artillerie oldenbourgeoise (de)) et de l'infanterie oldenbourgeoise avec initialement un régiment de quatre bataillons, après la réorganisation en 1829/30 avec deux régiments de deux bataillons chacun (→ formation de l'infanterie oldenbourgeoise (de)).
La brigade complète la demi-brigade hanséatique des villes impériales de Hambourg, Brême et Lübeck. En 1848, les contingents de Lübeck et de Brême se composent chacun d'un bataillon d'infanterie et d'un demi-escadron de cavalerie. Hambourg aura déployé des troupes d'un effectif similaire.

## Subordination
À partir de 1821, la brigade fait initialement partie de la 2e division du 10e corps d'armée. En 1848, la brigade passe sous le commandement suprême de Thuringe. En 1866, la brigade oldenbourgeoise-hanséatique est affectée à la 13e division d'infanterie de l'armée prussienne du Main.

## La convention de brigade de 1834

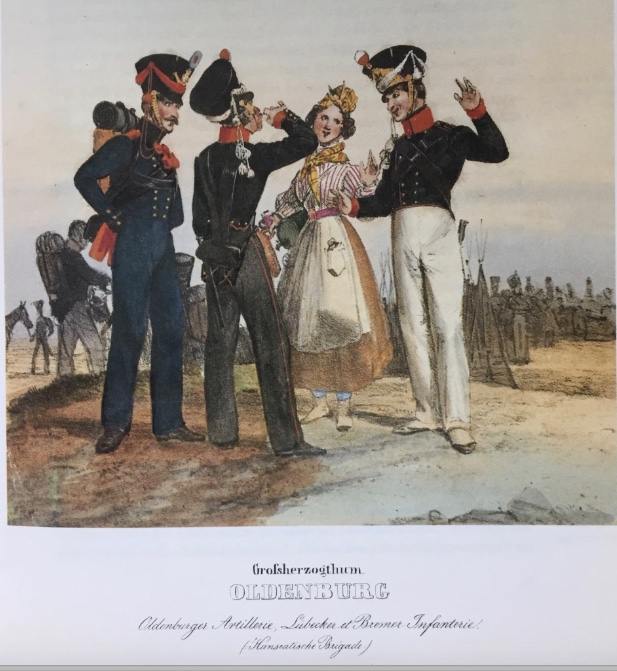
Grand-Duché d'Oldenbourg - Artillerie d'Oldenbourg, Lübeck + Infanterie de Brême (brigade hanséatique)

La conception d'un équipement, d'un armement et d'une formation uniformes des différents contingents fédéraux n'est guère réalisable en raison des différences régionales et en grande partie historiques. Auguste, le régent d'Oldenbourg, qui s'intéresse aux affaires militaires, parvient à engager Hambourg, Brême et Lübeck, par le biais de la convention de brigade, à former une brigade commune odenbourgeoise-hanséatique, dotée du même armement et de la même formation, sous le commandement suprême de l'Oldenbourg. La convention représente un gain de prestige militaire pour le Grand-duché, de plus, l'Oldenbourg reprend également l'obligation découlant du règlement fédéral de guerre de mettre l'artillerie (1 pièce pour 1 000 hommes d'infanterie) à la disposition des villes impériales, dont les contingents se composent uniquement d'infanterie et de cavalerie. Le premier commandant de cette unité est le général de division Wilhelm Gustav Friedrich Wardenburg (de), qui a fait ses preuves dans la constitution de l'infanterie d'Oldenbourg. La convention est ratifiée en 1835.
Pour uniformiser l'armement de l'infanterie, l'Oldenbourg a déjà acquis en 1830 2800 nouveaux fusils à silex auprès de l'usine royale de fusils du Wurtemberg (de) en 1830. L'école militaire d'Oldenbourg (à partir de 1838 installée dans un bâtiment scolaire sur le Pferdemarkt) est réorganisée en école militaire de brigade en 1836 pour former les futurs officiers. Sous la direction de son commandant Johann Ludwig Mosle (de), elle forme les aspirants-officiers et les enseignes portepee de la brigade en deux classes.
En 1837, la brigade effectue sa première manœuvre. Afin de pouvoir répondre aux exigences en matière d'artillerie conformément à la Constitution fédérale de la guerre, la convention de brigade est complétée en 1842 par un accord supplémentaire. Celui-ci stipule que l'artillerie oldenbourgeoise, qui comprend jusqu'alors une batterie de 8 canons, doit être renforcée et passer à deux batteries de 6 canons chacune. L'accord complémentaire est entré en vigueur en 1843 - les batteries oldenbourgeoises sont toutefois gérées comme des compagnies. L'artillerie oldenbourgeoise reçoit sa propre caserne à la Ofener Straße ainsi qu'un champ de tir sur le terrain d'exercice à Donnerschwee. Du 24 septembre au 8 octobre 1843, la brigade se réunit alors pour la seule fois dans le cadre d'une grande manœuvre avec l'ensemble du 10e corps d'armée. La manœuvre se déroule à Lunebourg - 25 000 soldats au total y participent.

## Particularités de la demi-brigade d'Oldenbourg

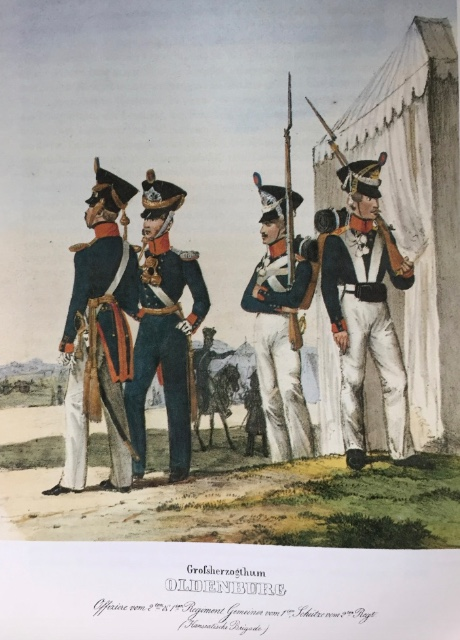
Grand-duché d'Oldenbourg - officiers, soldats et carabiniers (brigade hanséatique)

En 1848, la demi-brigade d'Oldenbourg est regroupée conformément à la Constitution fédérale de guerre. Cette décision est prise par le parlement oldenbourgeois (de), qui s'occupe du contingent fédéral d'Oldenbourg et arrive à la conclusion qu'Oldenbourg doit fournir quatre bataillons indépendants d'infanterie de ligne, un autre bataillon d'infanterie légère et un régiment de cavalerie en plus du corps d'artillerie.
Afin d'accomplir cela, l'infanterie d'Oldenbourg est reformée en 1848. Les deux régiments sont dissous et les 4 bataillons deviennent indépendants. 1849 suit la formation du régiment de cavalerie d'Oldenbourg et du bataillon léger, qui est stationné dans l'exclave d'Oldenbourg de Birkenfeld, dans laquelle seules des unités de réserve sont stationnées jusque-là. À partir de 1848/49, diverses réorganisations et l'acquisition de nouveaux canons (également issus de l'inventaire de la flotte Impériale, dissoute en 1851/52) sont effectuées dans l'artillerie.
En 1850, le parlement de l'état d'Oldenbourg refuse d'approuver la réorganisation et le 4e bataillon d'infanterie de ligne est dissous et le 3e affecté au bataillon de réserve. En 1855, le nombre de bataillons de ligne est réduit à deux et le 5e bataillon (léger) est dissous. Bien que le nombre d'unités ait diminué, l'effectif global reste presque inchangé et est augmenté en 1857 avec la création d'un peloton de génie

## Particularités de la demi-brigade hanséatique
Les contingents fédéraux des villes impériales rivalisent avec les unités militaires civiles respectives des villes impériales. En règle générale, ils leur sont inférieurs en termes d'équipement, de formation et de réputation auprès de la population.

## Historique des missions
En plus de la première manœuvre en 1837 et de la grande manœuvre du 10e corps d'armée à Lunebourg en 1843, la brigade oldenbourgeoise-hanséatique participe également à la campagne des troupes fédérales pendant la première guerre de Schleswig de 1848/49. Le 1er régiment et le 2e bataillon du 2e régiment de la demi-brigade d'Oldenbourg participent aux combats de Sundewitt (de), Rübel et Stenderup. L'artillerie de la brigade est engagée les 27 et 28 mai 1848 dans le fjord de Flensbourg contre des unités de la flotte danoise et pendant la campagne de 1849, le 8 juin à Arnkiels-Oere contre des canonnières danoises. Les contingents des villes impériales ne sont pas impliqués dans les combats, mais déployés en tant que troupes d'occupation à Kiel, Rendsburg et le sud du Schleswig.
La brigade ne participe pas à la guerre des Duchés. Seule une partie de l'artillerie est maintenue prête autour de Heppens contre la flotte danoise et organise quelques exercices.

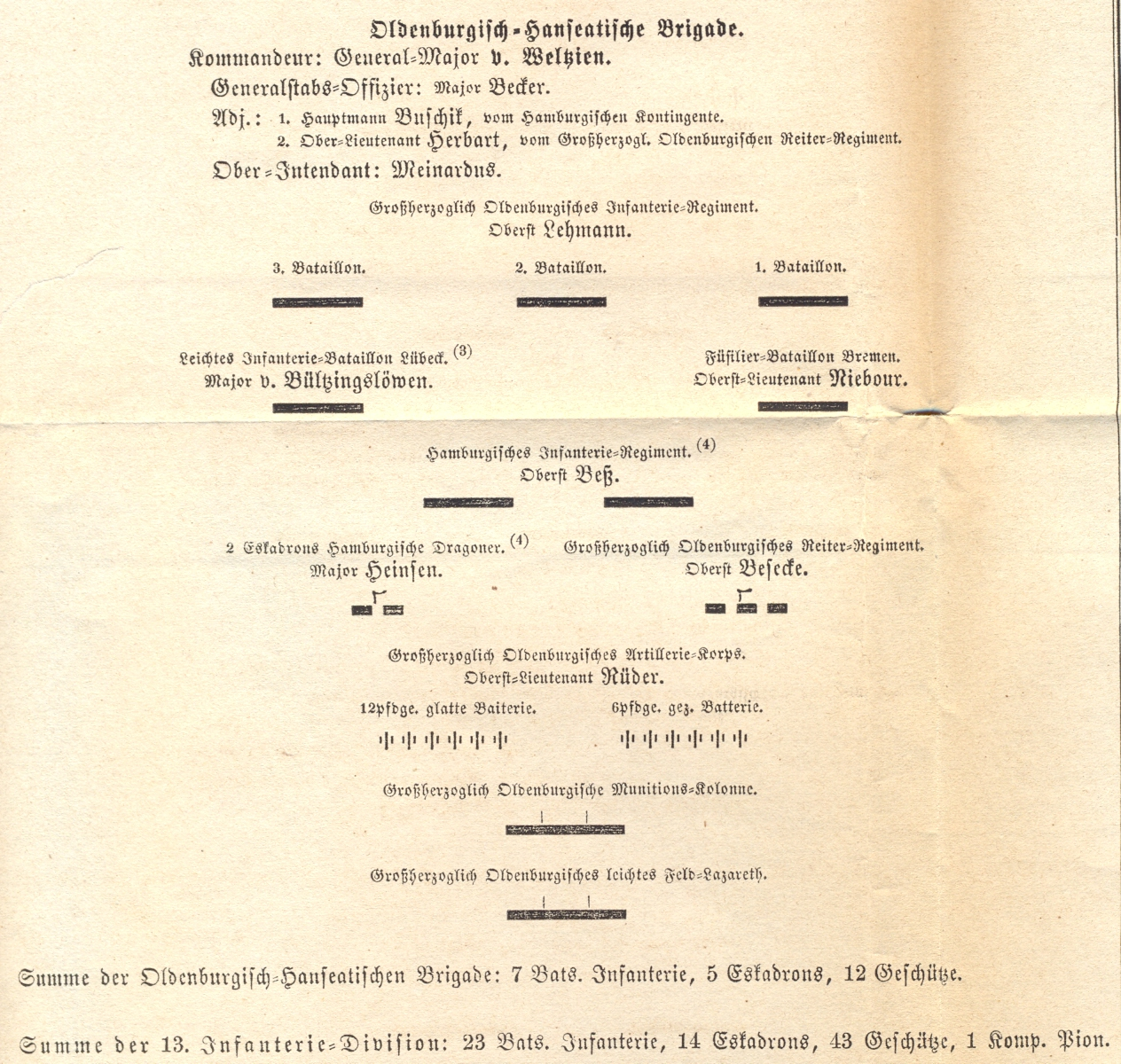
Brigade oldenbourgeoise-hanséatique sous le commandement du général de division Weltzien dans la 13e div. de l'armée du Main prussienne en 1866

En vue de la mobilisation pour la guerre austro-prussienne en 1866, la brigade oldenbourgeoise-hanséatique rejoint la 13e division d'infanterie prussienne sous le commandement d'August Karl von Goeben 8e corps d'armée et devient ainsi une partie de l'armée du Main sous les ordres du lieutenant-général von Manteuffel. Les troupes oldenbourgeoises sont remerciées par le grand-duc Pierre II le 16 juillet 1866 en présence de toute la famille grand-ducale. La brigade est engagée dans les batailles de Hochhausen et de Werbach le 24 juillet. Le 27 juillet, deux batteries de l'artillerie de la brigade participent à la bataille de Wurtzbourg et bombardent la forteresse de Marienberg en présence du grand-duc d'Oldenbourg, mais touchent également une partie du centre-ville.

## Dissolution de la brigade en 1867
Après la dissolution de la Confédération germanique et la création de la Confédération de l'Allemagne du Nord en 1866/67, les États membres cèdent leur souveraineté en matière de défense à la Prusse par le biais de conventions militaires - leurs contingents fédéraux font partie de l'armée prussienne. Avec l'entrée en vigueur de la convention militaire prusso-oldenbourgeoise du 15 juillet 1867, la brigade oldenbourgeoise-hanséatique est également été dissoute. L'infanterie oldenbourgeoise, suffisamment nombreuse, est transformée en régiment prussien sans réorganisation et intégrée à l'armée prussienne avec l'appellation de 91e régiment d'infanterie (de)
L'artillerie est affectée au 10e régiment d'artillerie de campagne.
La Prusse conclut sa propre convention militaire avec Lübeck et Brême le 27 juin 1867. La convention avec Hambourg suit le 23 juillet. Les contingents des villes impériales étant trop faibles en nombre pour pouvoir former leurs propres régiments, ils sont renforcés par des troupes prussiennes. Ensuite, un régiment prussien régulier est formé par ville impériale en intégrant les anciens contingents fédéraux, le 75e régiment d'infanterie (de) avec Brême, le 76e régiment d'infanterie avec Hambourg et le 162e régiment d'infanterie (de) avec Lübeck

## Commandants
| Grade        | Nom                                      | Date                                             |
| ------------ | ---------------------------------------- | ------------------------------------------------ |
| Generalmajor | Wilhelm Gustav Friedrich Wardenburg (de) | 30 octobre 1821 au 29 mai 1838                   |
| -            | vacant                                   | 29 mai 1838 au 1er mai 1839                      |
| Generalmajor | Ludwig Dietrich Eugen von Gayl (de)      | 1er mai 1839 au 13 juillet 1848                  |
| Generalmajor | Wilhelm von Ranzow (de)                  | 13 juillet 1848 au 27 janvier 1860               |
| Generalmajor | Ludwig von Weltzien                      | 27 janvier 1860 au 15 juillet 1867 (dissolution) |